# Todt Hill
Todt Hill (Pronuncia-se Tôte Ríl) ou é uma colina de Nova Iorque.
Medindo 125 metros de altura, é o ponto natural mais elevado de toda a cidade de Nova Iorque e também o ponto mais elevado de toda a planície costeira Atlântica dos Estados Unidos.
Embora o topo da colina seja coberto por vegetação nativa, pertencendo à área de proteção ambiental conhecida por Staten Island Greenbelt, o mesmo não ocorre com sua base, que é ocupada por bairros residenciais.

## Etimologia
O nome Todt vem do alemão e significa morte. Já a palavra hill refere-se a terminologia inglesa para colina. O local era assim chamado pelos primeiros imigrantes alemães devido à presença de um cemitério nas proximidades deste morro. Este cemitério atualmente é chamado de Moravian Cemetery .